# جائزة الصين الكبرى 2014
جائزة الصين الكبرى 2014 هو سباق فورمولا 1 أقيم بتاريخ 20 أبريل 2014 في حلبة شانغهاي الدولية، الصين. كان الرابع من أصل 19 في بطولة العالم لسباقات الفورمولا واحد موسم 2014. حلّ البريطاني لويس هاملتون أولا بينما جاء الألماني نيكو روسبيرغ في المركز الثاني وحصل على المركز الثالث الإسباني فرناندو ألونسو.